# Temple protestant de Salinelles
Le temple protestant de Salinelles est un édifice religieux situé à Salinelles, dans le département du Gard. La paroisse est rattachée à l'Église protestante unie de France.

## Histoire
Le clocher abrite l'ancienne cloche du temple de Sommières datant de 1583 ; ce qui, outre sa valeur historique, en fait la plus ancienne cloche du canton. Il a été inscrit monument historique par arrêté du 7 novembre 1991.

## Architecture
L'édifice est situé au milieu d'un site pittoresque, planté de chênes verts et de pins d'Alep.
Très original de par sa composition générale, il ressemble plus à une église qu'à un temple. L'arc brisé a été utilisé pour ses voûtes et ouvertures. Sa façade principale est également étonnante : clocher sur le pignon central et présence de deux édicules aux extrémités (une composition qui pourrait rappeler de manière simplifiée le temple de Sommières (ancienne église de Cordeliers) ou encore la remarquable église d'Aujargues...).